# استقلاب الدواء

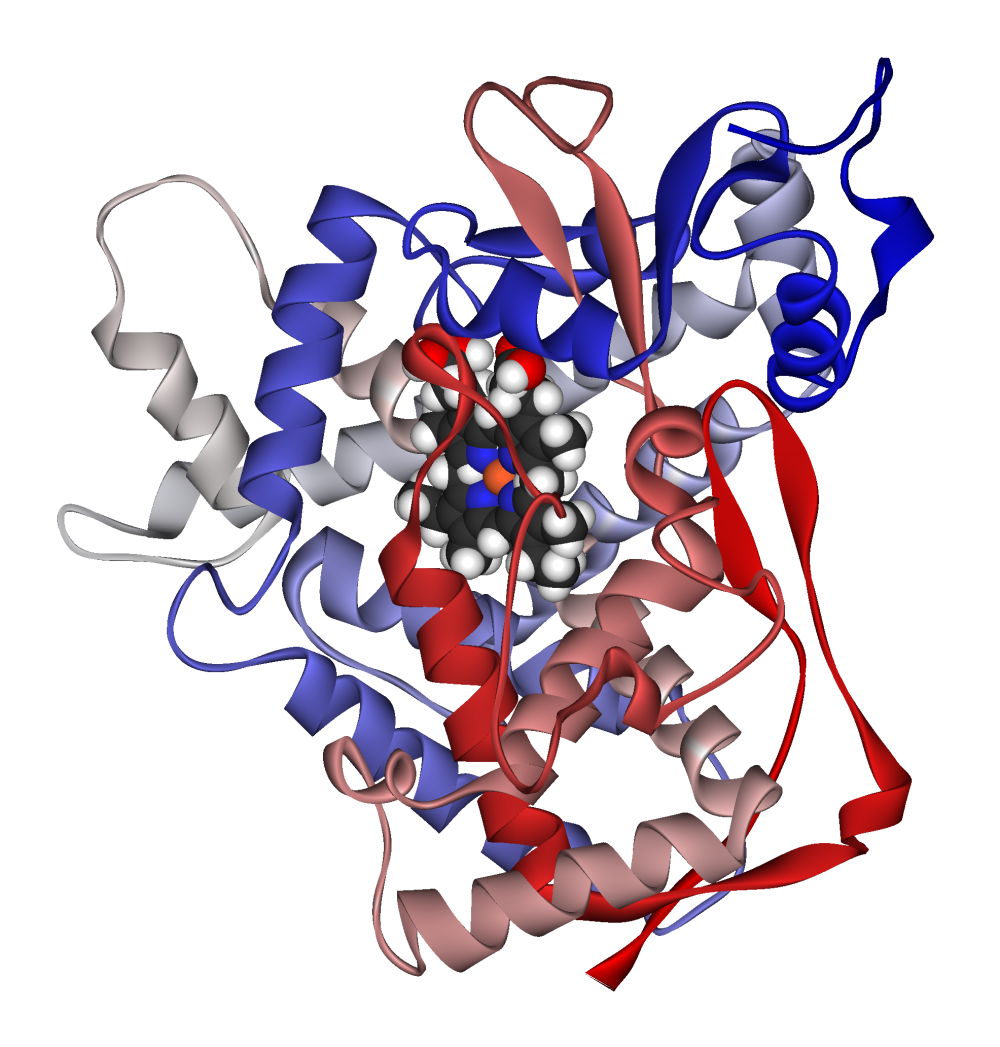
تعد إنزيمات سيتوكروم بي450 أوكسيداز ذات أهمية كبيرة في استقلاب المركبات الحيوية الغريبة.

استقلاب الدواء هو تفكيك استقلابي للدواء من قبل الكائنات الحية، وذلك في العادة عن طريق إنزيمات جهازية متخصصة. بشكل أعمَّ، فإن استقلاب المواد الغريبة هو مجموعة من السبل الاستقلابية التي تعدل البنية الكيميائية للمواد الغريبة التي تكون عبارة عن مركبات غريبة عن الكيمياء الحيوية الطبيعية للكائن الحي مثل أي دواء أو سم. هذه السبل هي شكل من أشكال التحول البيولوجي الموجود في كل المجموعات الأساسية من الكائنات الحية، وجمعيها تُعتبَر ذات أصل قديم. تعمل هذه التفاعلات غالبًا على إزالة سمية المركبات السامة (رغم أنها في بعض الحالات يمكن أن تسبب الوسائط الناتجة عن استقلاب المواد الغريبة تأثيرات سمية بنفسها). تسمى دراسة استقلاب الدواء بالحركية الدوائية.
استقلاب الأدوية هو مجال هام لعلمي الأدوية والطب. فعلى سبيل المثال، يحدد معدل الاستقلاب مدة وشدة الفعل الدوائي لدواء ما. يؤثر استقلاب الدواء أيضًا على المقاومة للأدوية المتعددة في الأمراض المعدية وعلى العلاج الكيميائي للسرطان، وإن أفعال بعض الأدوية كركائز أو مثبطات الأنزيمات المشاركة في استقلاب المواد الغريبة هي سبب شائع للتفاعلات الدوائية الخطيرة. إن هذه الطرق مهمة أيضًا للعلوم البيئية إذ أن استقلاب الميكروبات يحدد فيما إذا كان ملوِّثًا ما سيتفكك خلال المعالجة الحيوية أو سيبقى في البيئة. إن أنزيمات استقلاب المواد الغريبة، وتحديدًا الجلوتاثيون أس-ترانسفيراز، مهمة أيضًا في الزراعة بما أنها قد تؤدي إلى حدوث مقاومة لمبيدات الآفات ومبيدات الأعشاب.
يُصنَّف استقلاب الدواء إلى ثلاث مراحل. المرحلة الأولى، تقدم أنزيمات مثل السيتوركوم بي 450 أوكسيداز مجموعات تفاعلية أو قطبية إلى المواد الغريبة. ثم تُقرَن هذه المركبات المعدلة مع مركبات قطبية في تفاعلات المرحلة الثانية. تُحفَّز هذه التفاعلات بأنزيمات الترانسفيراز مثل الجلوتاثيون أس-ترانسفيراز. أخيرًا، في المرحلة الثالثة، قد تستمر معالجة هذه المركبات الأجنبية المقترنة قبل أن تتعرف عليها ناقلات التدفق وتضخها إلى خارج الخلية. يحول استقلاب الدواء غالبًا المركبات المحبة للدهون إلى منتجات محبة للماء تُفرَز بسهولة أكبر.

## حواجز النفاذية وإزالة السمية
لا يمكن توقع المركبات التي يتعرض لها كائن حي بشكل دقيق، وقد تختلف بشكل كبير مع مرور الوقت، وهذه هي الميزات الأساسية للشدة الناجمة عن التسمم بمواد غريبة. التحدي الرئيسي الذي تواجهه جمل إزالة سمية المواد الغريبة هو أنها يجب أن تكون قابلة لإزالة عدد غير محدود تقريبًا من المركبات الغريبة من خليط معقد من المواد الكيميائية المشاركة في الاستقلاب الطبيعي. الحل الذي تطور لمعالجة هذه المشكلة هو خليط أنيق من الحواجز الفيزيائية والجمل الأنزيمية قليلة النوعية.
تستخدم كل الكائنات الحية الأغشية الخلوية بوصفها حواجز ذات نفاذية محبة للماء للتحكم بدخول المواد إلى البيئة الداخلية. لا يمكن أن تنتشر المركبات القطبية عبر هذه الأغشية الخلوية، ويتواسط قبط الجزيئات المفيدة بروتينات ناقلة تختار ركائز محددة من الخليط خارج الخلوي. هذا القبط الانتقائي يعني أن معظم الجزيئات المحبة للماء لا يمكن أن تدخل الخلية بما أنه لا يجري التعرف عليها من قبل أي نواقل نوعية، وبالتالي لا تستطيع الكائنات الحية التخلص من المواد الغريبة الذوابة في الدهون باستخدام الحواجز الخلوية.
على أي حال، إن وجود حاجز نفاذ يعني أن الكائنات الحية كانت قادرة على تطوير جمل إزالة سمية تستغل كراهية الماء الشائعة لدى المواد غريبة النفاذية عبر الغشاء. تحل هذه الجمل بالتالي مشكلة النوعية من خلال معالجة طيف واسع من نوعيات الركائز التي تستقلب تقريبًا أي مركب غير قطبي.    
لا يمكن أن تُجرَى إزالة سمية المركبات الثانوية التفاعلية الناتجة عن الاستقلاب الطبيعي بواسطة جمل المذكورة في الأعلى لأن هذه الأنواع تشتق من المكونات الخلوية الطبيعية، وعادة ما تشترك معها بخصائصها القطبية. على أي حال، بما أن هذه المركبات قليلة العدد، يمكن أن تتعرف عليها أنزيمات نوعية وتزيلها. من الأمثلة على جمل إزالة السمية النوعية جملة الغليوكسالاز التي تزيل الميثيل غليوكسال ألدهيد التفاعلي، ومختلف الجمل المضادة للأكسدة التي تتخلص من مركبات الأكسجين التفاعلية.

## السموم داخلية المنشأ
لا يمكن في أغلب الأحيان أن تُجرى إزالة سمية المستقلبات التفاعلية داخلية المنشأ مثل البيروكسيدازات والألدهيدات التفاعلية بواسطة الجملة الموصوفة في الأعلى. ينجم ذلك عن كون هذه المركبات مُشتقَّة من المكونات الخلوية الطبيعية، وهي عادة ما تشترك معها بخصائصها القطبية. على أي حال، بما أن هذه المركبات قليلة العدد، فمن الممكن أن تستخدم الجمل الأنزيمية تعرفًا نوعيًا للجزيء للتعرف عليها وإزالتها. إن تشابه هذه الجزيئات مع المستقلبات الطبيعية يعني أن أنزيمات إزالة السمية المختلفة عادة ما تكون مطلوبة لاستقلاب كل مجموعة من السموم الداخلية المنشأ. من الأمثلة على جمل إزالة السمية جملة الغليوكسالاز التي تعمل على التخلص من الميثيل غليوكسال ألدهيد، ومختلف الجمل المضادة للأكسدة التي تزيل مركبات الأكسجين التفاعلية.

## المواقع
بشكل كمي، الشبكة الإندوبلاسمية الملساء للخلية الكبدية هي العضو الأساسي في استقلاب الدواء، رغم وجود بعض القدرة لدى كل نسيج حيوي على استقلاب الدواء. تشمل العوامل المسؤولة عن مساهمة الكبد في استقلاب الدواء: كونه عضوًا كبيرًا، وكونه أول عضو تصله المواد الكيميائية الممتصة من الأمعاء، ووجود تراكيز عالية جدًا للجمل الأنزيمية المستقلبة للدواء فيه مقارنة مع الأعضاء الأخرى. إن أُعطِي الدواء عبر السبيل الهضمي، سيدخل الدوران الكبدي من خلال وريد الباب حيث سيُستقلَب جيدًا، وهذا ما يُطلَق عليه تأثير العبور الأول.
تشمل المواقع الأخرى لاستقلاب الدواء: الخلايا الظهارية للسبيل الهضمي، والرئتين، والكليتين، والجلد. عادة ما تكون هذه المواقع مسؤولة عن تفاعلات السمية المُوضَّعة.

## العوامل التي تؤثر على استقلاب الدواء
تُحدَّد مدة وشدة الفعل الدوائي لمعظم الأدوية المحبة للدهون بمعدل استقلابها إلى منتجات غير فعالية. إن جملة السيتوكروم بي 450 هي أهم سبيل في هذا الصدد. بشكل عام، أي شيء يزيد معدل استقلاب (على سبيل المثال، التحريض الأنزيمي) مستقلب فعال دوائيًا سينقص من مدة وشدة فعل الدواء. ويكون العكس صحيحًا (على سبيل المثال، التثبيط الإنزيمي). على أي حال، في الحالات التي يكون فيها الأنزيم مسؤولًا عن استقلاب طليعة الدواء إلى دواء، يمكن أن يسرّع التحريض الأنزيمي هذا التحول، ويزيد من مستوى الدواء ما يسبب سمية محتملة.
قد تؤثر عوامل فيزيولوجية ومرضية متنوعة أيضًا على استقلاب الدواء. تشمل العوامل الفيزيولوجية التي قد تؤثر على استقلاب الدواء: العمر، أو التنوع الفردي (على سبيل المثال، علم الصيدلة الجيني)، أو الدوران المعوي الكبدي، أو التغذية، أو الفلورا المعوية، أو الفروقات بين الجنسين.
بشكل عام، يكون استقلاب الدواء أبطأ لدى الجنين، وحديث الولادة، ولدى المتقدمين بالعمر من البشر والحيوانات بالمقارنة مع الكبار.
تكون التنوعات الجينية (تعدد الأشكال) مسؤولة عن بعض التنوع في تأثير الدواء. بوجود ن-أستيل ترانسفيراز (الذي يشارك في تفاعلات المرحلة 2)، يخلق التنوع الفردي مجموعة من البشر تكون الأستلة لديها أبطأ (المؤستلات البطيئة) وأخرى تكون الأستلة لديها أسرع، ينقسمون تقريبًا 50:50 لدى الشعب الكندي. قد يكون لهذا التنوع نتائج دراماتيكية، إذ تكون المؤستلات البطيئة أكثر عرضة للسمية المعتمدة على الجرعة.
يمكن أن تتنوع جملة السيتوكروم بي 450 مونوأوكسيداز بين الأفراد، وتحدث الأعواز لدى 1 – 30% من الناس بالاعتماد على خلفيتهم الإثنية.
إن كل من الجرعة، وطريق الإعطاء، والتوزع في النسيج، والبروتين الرابط للدواء، تؤثر على استقلابه.
يمكن أن تؤثر العوامل المرضية أيضًا على استقلاب الدواء، بما في ذلك أمراض الكبد، أو الكليتين، أو القلب.
في أساليب النمذجة والمحاكاة السيليكونية، يُسمَح بالتنبؤ باستقلاب الدواء لدى جمهور من المرضى الافتراضيين قبل إجراء الدراسات السريرية على البشر. يمكن أن تُستخدَم لتحديد الأفراد الأكثر عرضة لخطر حدوث الاستجابة السلبية. 

## التاريخ
بدأت الدراسات حول كيفية تحويل الناس المواد التي يهضمونها في منتصف القرن التاسع عشر، مع اكتشاف الكيميائيين أن المواد الكيميائية العضوية مثل البنزألدهيد يمكن أن تُؤكسَد وتُقرَن بحموض أمينية في الجسم البشري. خلال الفترة المتبقية القرن التاسع عشر، اكتشِفت عدة تفاعلات إزالة سمية أساسية أخرى مثل المثيلة، والأستلة، والسلفنة.
في بداية القرن العشرين، استمر العمل على استقصاء الأنزيمات والسبل التي كانت مسؤولة عن إنتاج هذه المستقلبات. أصبح هذه الميدان محددًا كمجال دراسة منفصل مع نشر رتيشارد ويليام كتابه آليات إزالة السمية عام 1947. نتجت هذه الأبحاث الكيميائية الحيوية الحديثة في تحديد الجلوتاثيون أس-ترانسفيراز عام 1961، تبعه اكتشاف السيتوكروم بي 450 عام 1962، وإدراك دورهم الرئيسي في استقلاب المواد الغريبة عام 1963.

## اقرأ أيضاً
- استقلاب